# Ibargoiti
Ibargoiti ist eine spanische Gemeinde (municipio) in der Comunidad Foral de Navarra. Sie gehört zur Comarca Pirinioaurrea und hat 270 Einwohner (Stand: 2024). Zur Gemeinde gehören die Ortschaften Abínzano, Celigüeta, Idocin, Izco, Lecáun, Salinas de Ibargoiti, Sengáriz, Vesolla und Zabalza de Ibargoiti. Der Verwaltungssitz befindet sich in Idocin.

## Lage
Ibargoiti liegt etwa 19 Kilometer ostsüdöstlich von Pamplona in einer Höhe von ca. 595 m.

## Persönlichkeiten
- Francisco Espoz y Mina (1781–1836), General

## Sehenswürdigkeiten
- Michaeliskirche in Salinas de Ibargoiti

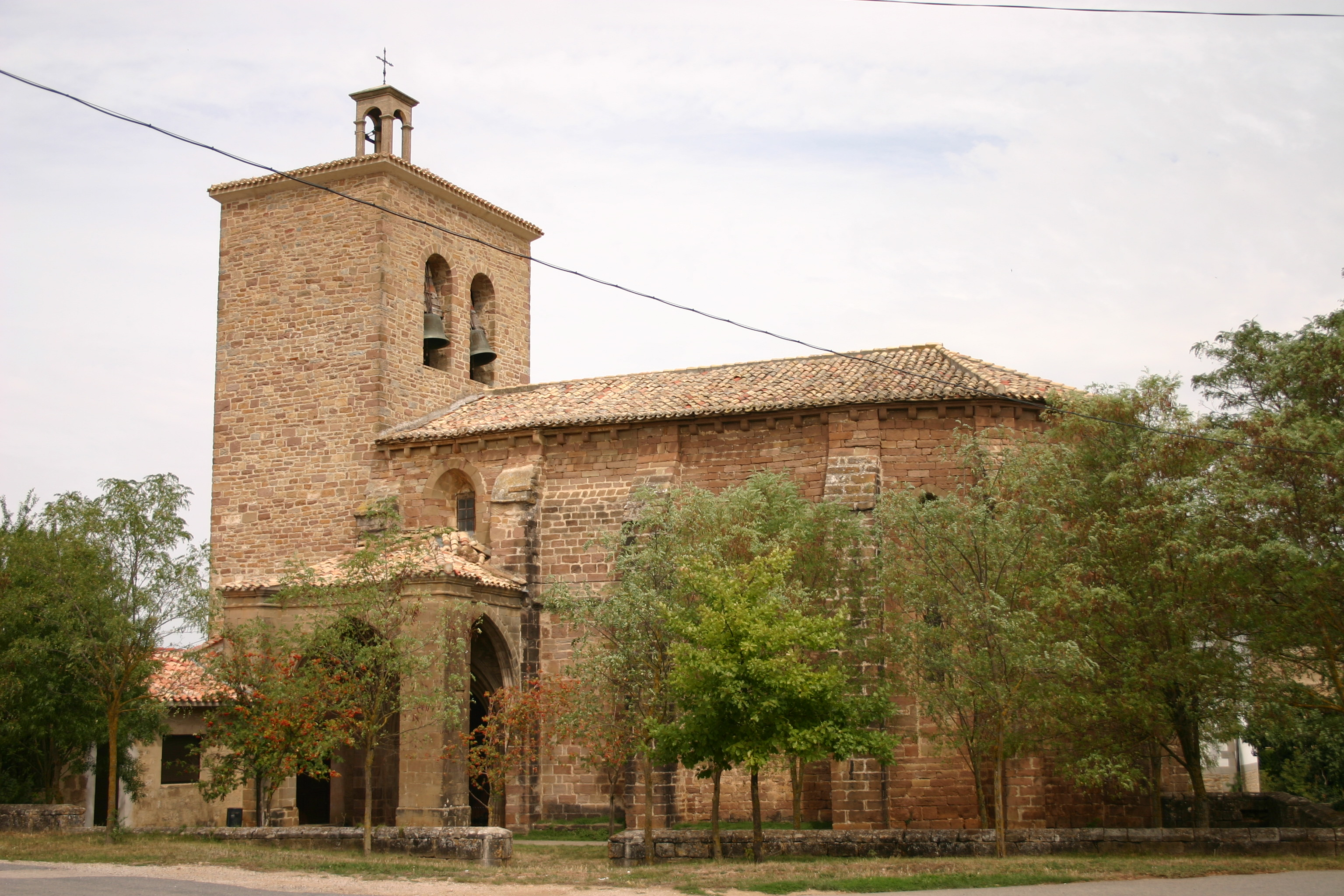
Michaeliskirche